# Território Federal do Iguaçu
O Território do Iguaçu foi um território federal brasileiro criado pelo Decreto-Lei lei n.º 5.812, de 13 de setembro de 1943, durante o governo de Getúlio Vargas, e extinto em 18 de setembro de 1946, pela Constituição de 1946. Durante seus três anos de existência, o território teve dois governadores militares: João Garcez do Nascimento e Frederico Trotta. O traçado da fronteira do território também foi alterado ao menos uma vez durante sua existência: em 1944, para incorporar a região da capital, Iguaçu (atual Laranjeiras do Sul), ao território.

## História

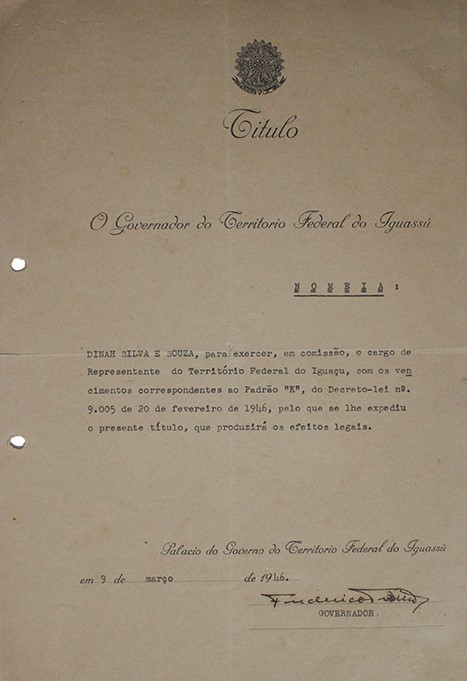
Um documento oficial de 1946.

Nesse período a decisão do Presidente Getúlio Vargas de criar novos territórios federais estava relacionada principalmente com a soberania nacional sobre as regiões de fronteira. A ideia era permitir ao governo federal ocupar mais diretamente regiões fronteiriças de baixa densidade demográfica, com pequena rede urbana e reduzida presença do poder público. Na região em que foram criados os estados de Iguaçu e Ponta Porã, comissões do governo haviam notado a presença de grandes contingentes de indígenas e registrou a presença de grupos de paraguaios e argentinos vivendo ali, que não falavam português e que utilizavam as moedas de seus países de origem como moeda corrente. Este fato já havia aumentado a preocupação do governo em relação à garantia da soberania sobre estas regiões. Apesar da determinação da Constituição de 1937 da criação de uma faixa próximo à fronteira com controle direto do governo federal, a organização do Território de Iguaçu enquanto tal, só ocorreu em 1943.

A cidade de Foz do Iguaçu em setembro de 1934.

Com a entrada do Brasil na Segunda Guerra Mundial o governo decidiu desmembrar seis territórios em regiões estratégicas da fronteira do país para administrá-los diretamente como Territórios Federais: Amapá, Rio Branco, Guaporé, Ponta Porã, Iguaçu e o arquipélago de Fernando de Noronha.

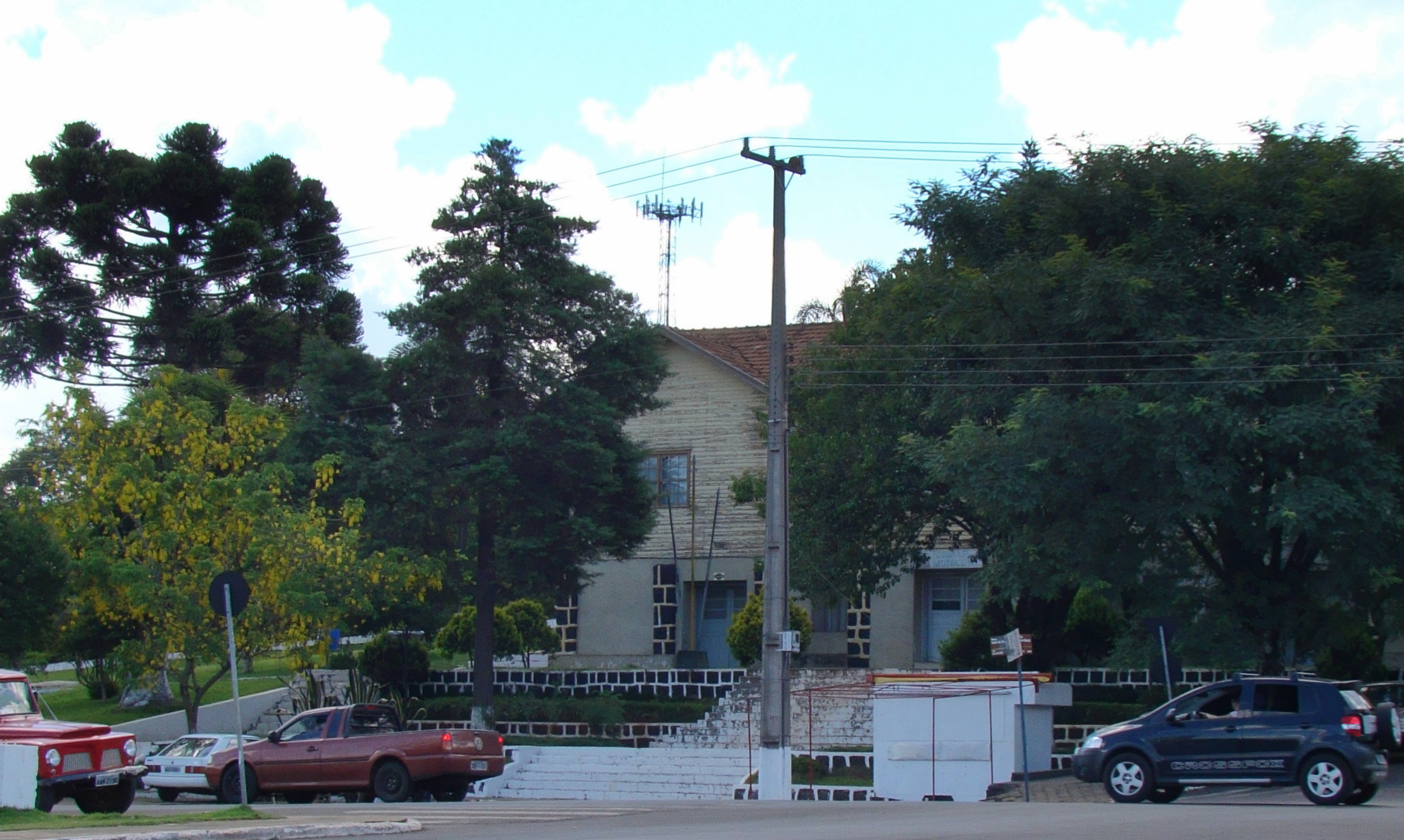
Símbolo da ex-capital do Território Federal do Iguaçu (TFI), o Palácio do Governo atualmente é Câmara Municipal de Laranjeiras do Sul.

A administração federal tardou em estruturar uma nova capital para o território, diante da polêmica sobre onde esta deveria ser instalada. O então vilarejo de Laranjeiras (ex Vila Xagu), passou a se chamar Iguaçu, tornando-se a nova capital. O governo do novo território só se instalou na capital em 1946, governando no local por apenas 6 meses.
O Decreto-Lei n.º 6.550, de 31 de maio de 1944, estabelecia que o território era dividido em cinco municípios: Foz do Iguaçu, Clevelândia, Iguaçu, Mangueirinha e Chapecó. Nesta época, a capital do Território do Iguaçu era a cidade de Iguaçu, atual Laranjeiras do Sul.
Com a redemocratização em 1946, os estados de Santa Catarina e Paraná, que durante 2 anos lutaram para reincorporar o território, conseguiram sua reanexação. A extinção do Território do Iguaçu deu-se em através do ato das disposições transitórias da Constituição Brasileira de 1946, em decorrência de articulações de políticos paranaenses com capacidade de influência na Assembleia Nacional Constituinte. Assim, a área do antigo território do Iguaçu retornou aos estados de Paraná e Santa Catarina.

## Geografia

Mapa do Brasil em 1943. Organização político-administrativa em estados e territórios federais.

Em 13 de setembro de 1943 foi publicado a criação e os limites do território.

## Estado do Iguaçu

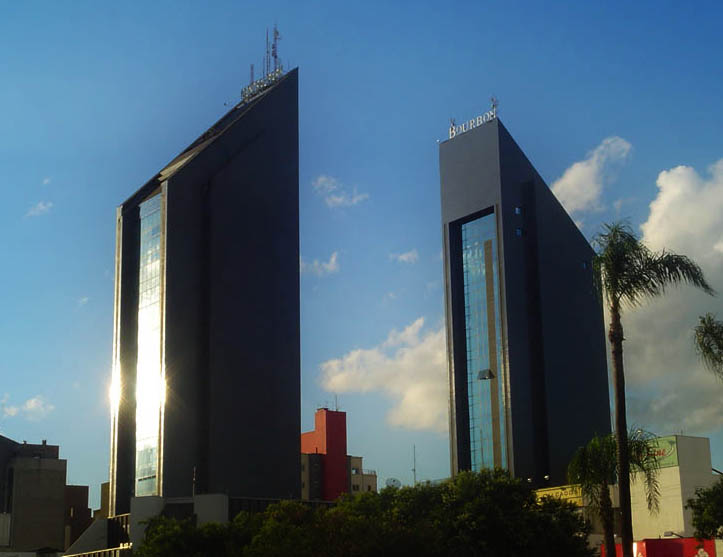
A cidade de Cascavel é o principal centro difusor da ideia da criação do estado de Iguaçu.

Logo após a extinção do Território Federal do Iguaçu, em 1946, surgiu um movimento favorável a recriação do território, desta vez como estado. Isto ocorreu em especial nas cidades onde haviam sido iniciadas obras financiadas pelo governo federal, como escolas e estradas, pois estas obras foram paralisadas quando da extinção do território. Entretanto, a reação imediata se diluiu e o movimento só seria retomado nos anos 1960, após a intensificação da migração de populações vindas de outras regiões do Paraná, Santa Catarina e Rio Grande do Sul, no fim do processo conhecido como "Marcha para o Oeste" (dos anos 1940 aos 1950).
A cidade de Cascavel acabou se tornando o principal centro difusor da ideia da criação do estado de Iguaçu, liderando o chamado Movimento Pró-Criação do “Estado do Iguaçu”.